# D204 (Aude)
De D204 is een departementale weg in het Zuid-Franse departement Aude. De weg verbindt Carcassonne via Cavanac met Leuc en is ongeveer 2,5 kilometer lang.
De weg vormt een alternatief voor de D104 via Couffoulens.